# Jättekragskivling
Jättekragskivling (Stropharia rugosoannulata) är en svampart som beskrevs av Farl. ex Murrill 1922. Jättekragskivling ingår i släktet kragskivlingar och familjen Strophariaceae.  Arten är reproducerande i Sverige. Inga underarter finns listade i Catalogue of Life.

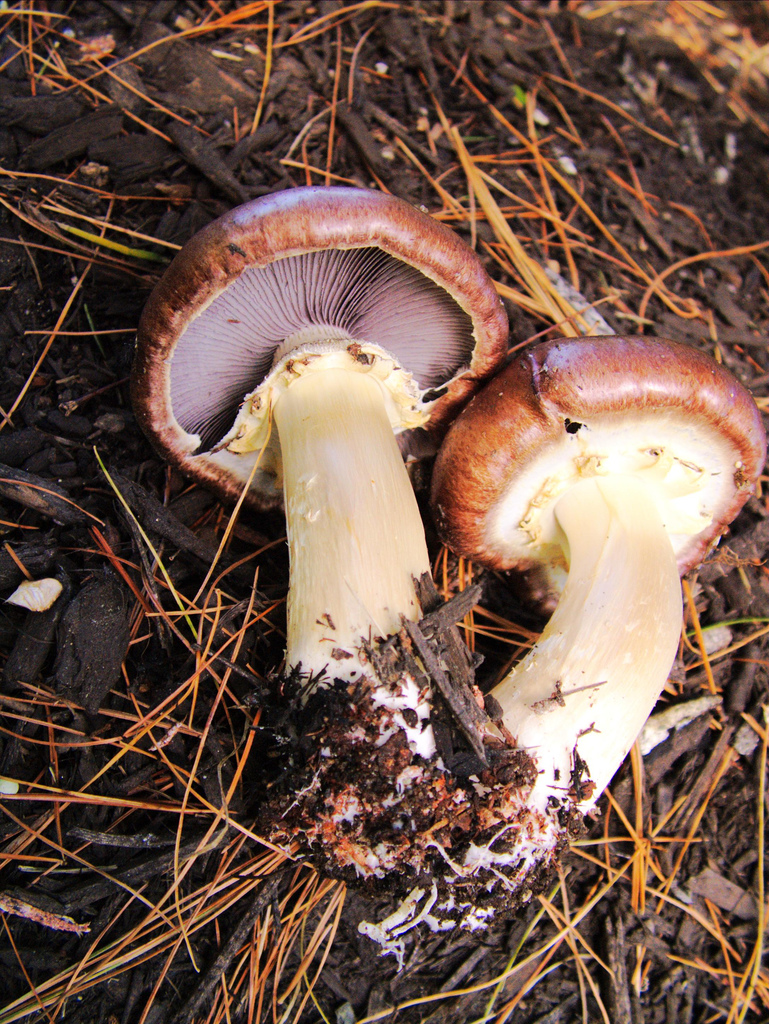
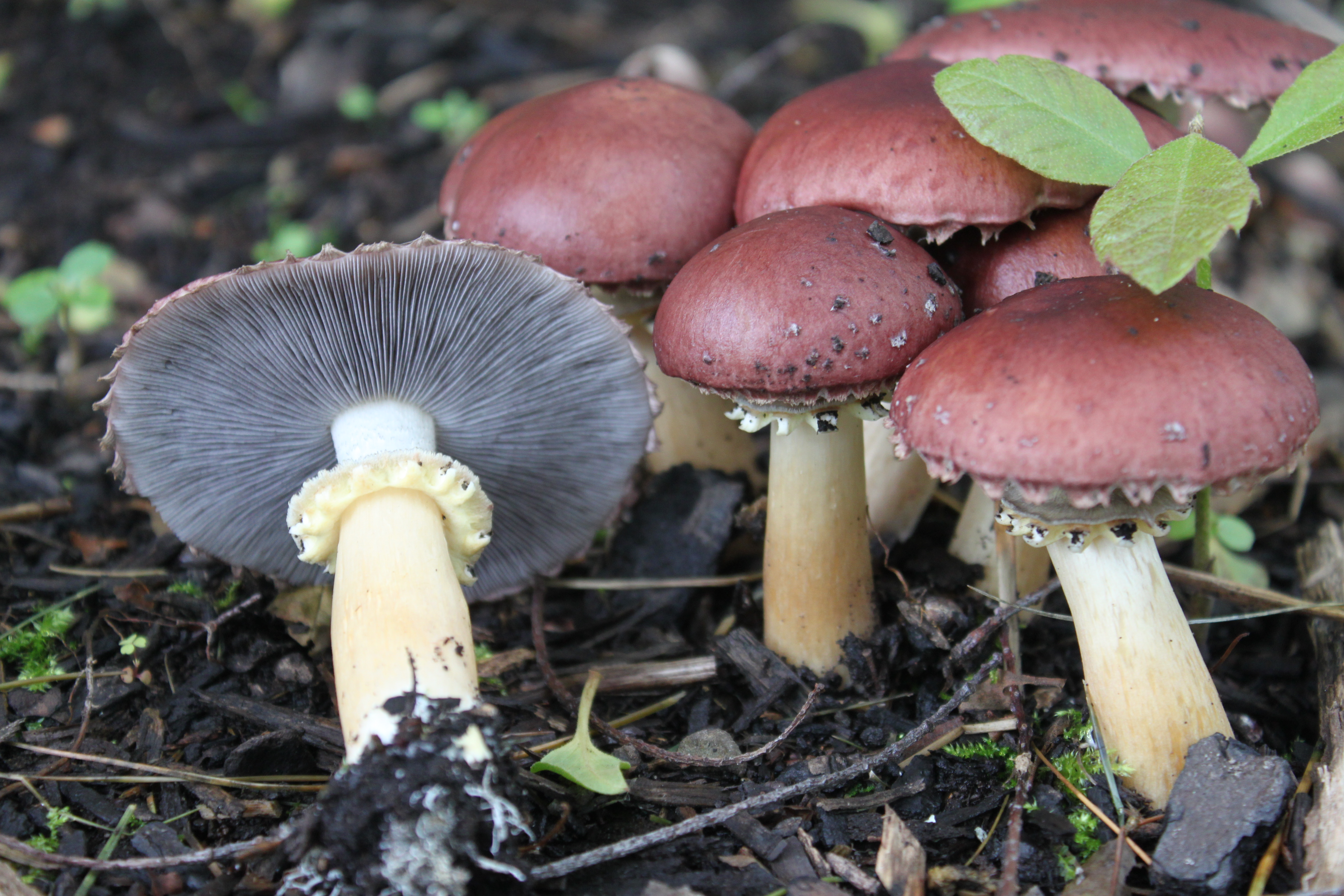
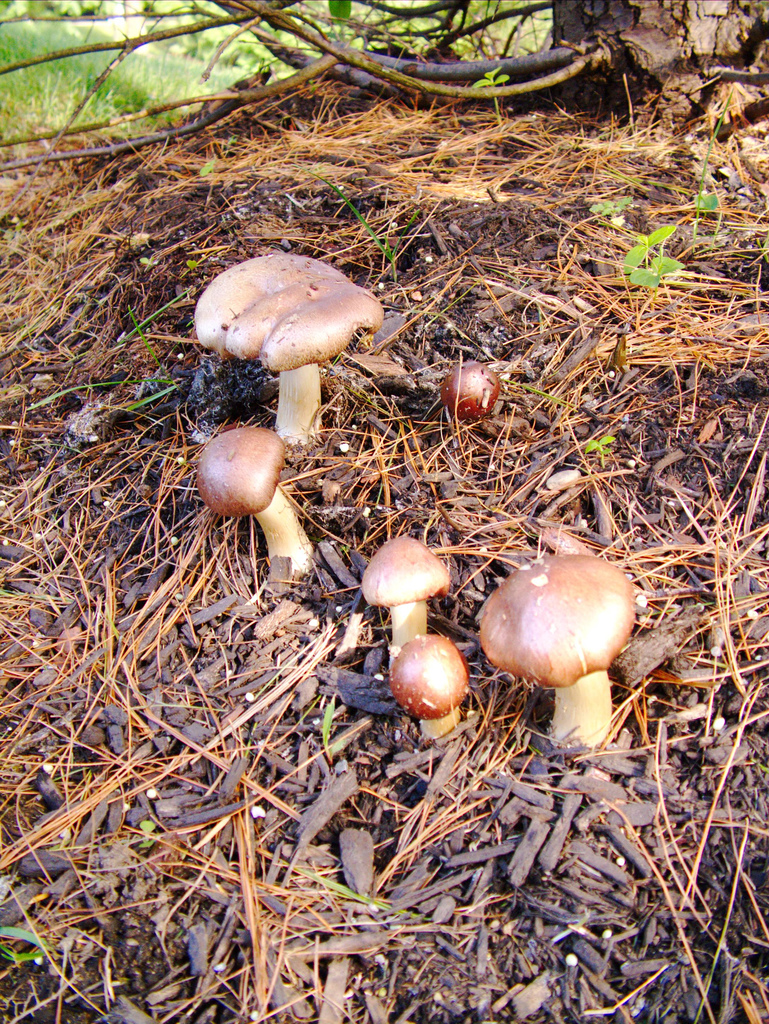
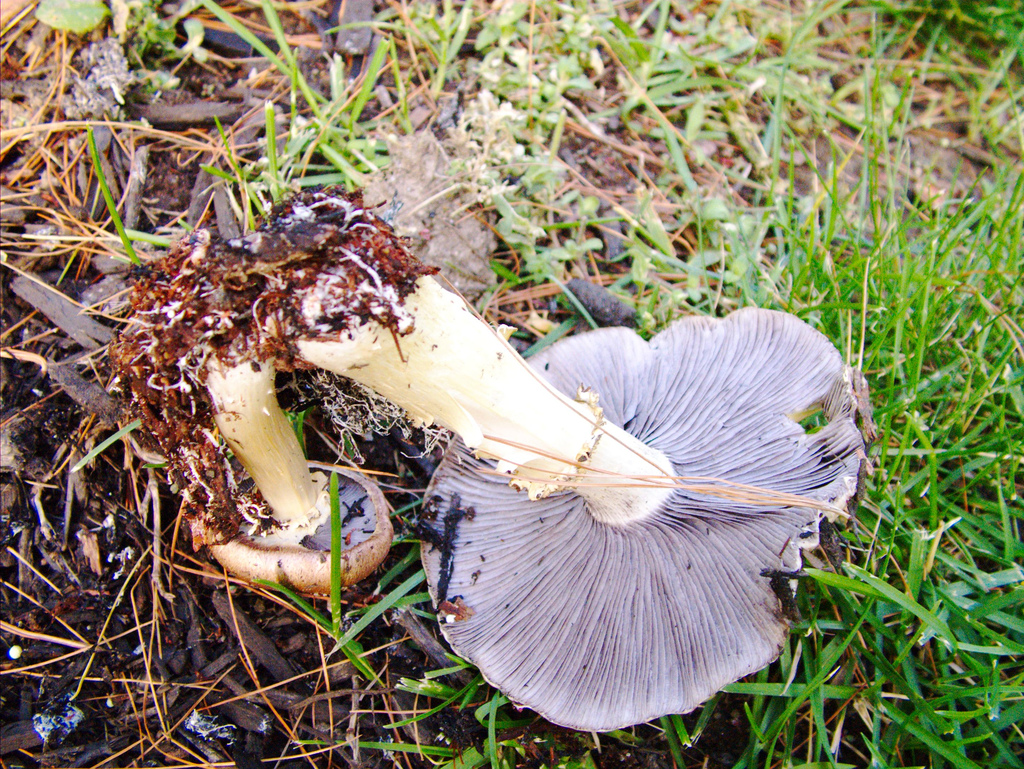